# 1968 OH
1968 OH är en asteroid i huvudbältet som upptäcktes den 18 juli 1968 av den båda chilenska astronomerna Carlos R. Torres och S. Cofré på Cerro El Roble.
Asteroiden har en diameter på ungefär 6 kilometer och den tillhör asteroidgruppen Eunomia.